# Terra di Van Diemen
Terra di Van Diemen è il nome che fu dato originariamente dagli europei all'isola di Tasmania, oggi parte dell'Australia.

## Storia
L'esploratore olandese Abel Tasman è stato il primo europeo ad avvistare la Tasmania nel corso di una spedizione per esplorare la parte meridionale del continente australiano. La missione si rivelò un fiasco a causa di un errore nel calcolo della rotta e le uniche coste che furono avvistate furono quelle della Tasmania, che venne ritenuta parte del continente e che fu battezzata con il nome di Anthoonij van Diemenslandt in onore di Anthony van Diemen, governatore generale della Compagnia Olandese delle Indie Orientali, che gli aveva dato l'incarico di compiere il viaggio di esplorazione nel 1642.
Soltanto la zona sud-est dell'isola fu visitata negli anni tra il 1772 e il 1798. Non si sapeva che la Tasmania fosse un'isola fino al 1798, quando Matthew Flinders e George Bass la circumnavigarono.
Nel 1803, l'isola venne colonizzata dai britannici, che la trasformarono in una colonia penale e cambiarono il nome in Terra di Van Diemen, facendola diventare parte delle colonie britanniche del Nuovo Galles del Sud: nel 1824, la Terra di Van Diemen divenne una colonia autonoma.
Nel 1856 alla colonia fu concesso di instaurare un governo autonomo con un proprio rappresentante nel parlamento: l'isola fu quindi ribattezzata Tasmania.

## Colonia penale

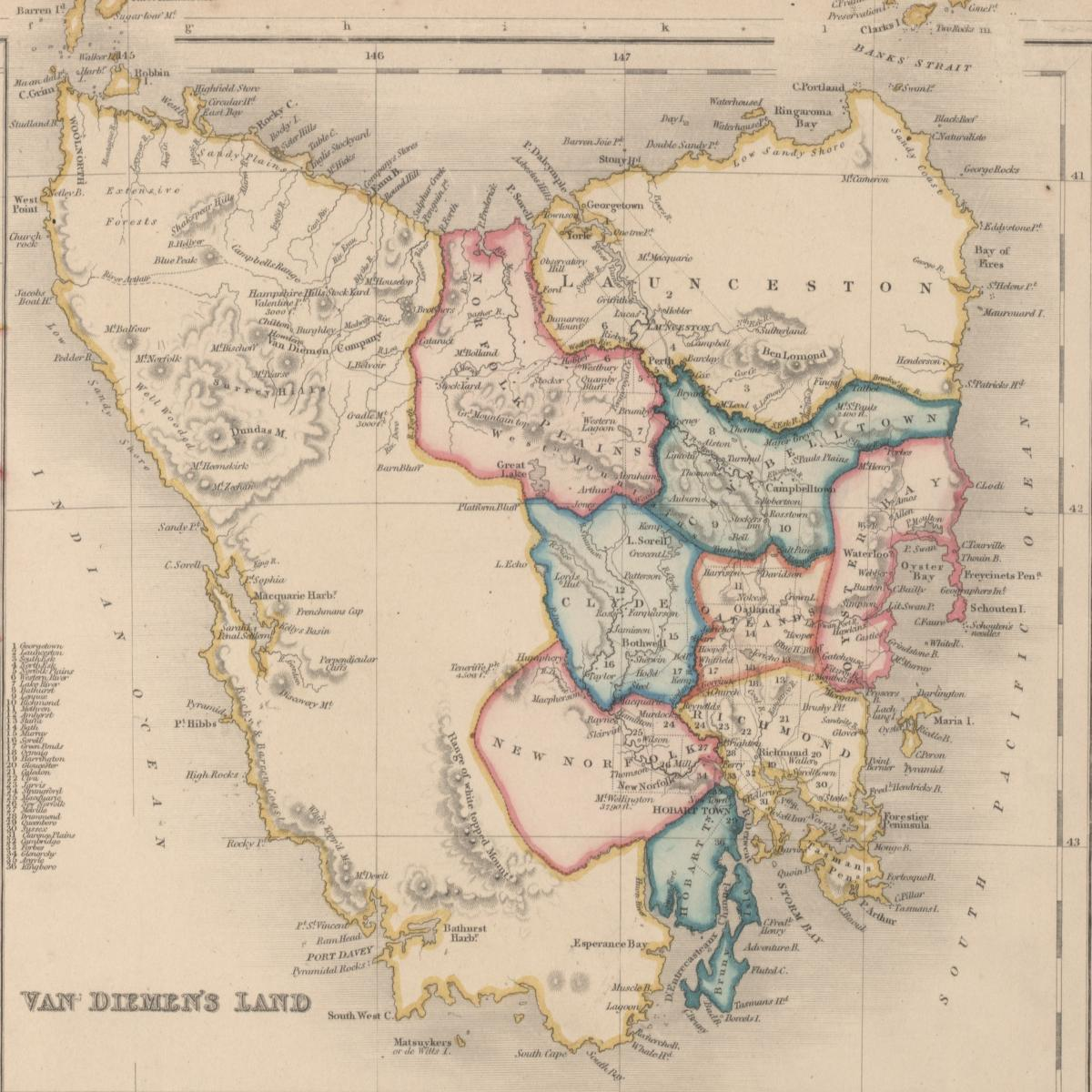
La Terra di Van Diemen nel 1852, quando era ancora una colonia penale.

Dal 1830 al 1853, la Terra di Van Diemen è stata la principale colonia penale in Australia, con in totale circa 75.000 detenuti, ossia circa il 40% di tutti i detenuti inviati in Australia.
I detenuti scontavano la loro pena lavorando per i coloni o nei lavori pubblici. Solo i detenuti più difficili erano inviati al carcere di Tasman Peninsula, Port Arthur. Le detenute lavoravano come serve nelle case dei coloni liberi o inviate a lavorare in fabbrica in uno dei cinque stabilimenti femminili.

## Cultura di massa

### Film
- The Last Confession of Alexander Pearce racconta la storia vera di Alexander Pearce attraverso la sua confessione al collega irlandese e prete coloniale Philip Conolly. Il film è stato candidato al Rose d'Or, all'Irish Film and Television Award, all'Australian Film Institute Award e ha vinto un IF Award nel 2009.
- Il film Van Diemen's Land racconta la vera storia di Alexander Pearce e della sua fuga da Macquarie Harbour nel 1822.

### Musica
- "Van Diemen's Land", conosciuta anche come "The Gallant Poachers", è una canzone popolare irlandese.
- Van Diemen's Land è il titolo della seconda traccia dell'album della rock band U2 Rattle and Hum. Il testo è stato scritto e cantato da The Edge. La canzone è dedicata al poeta John Boyle O'Reilly, deportato in Australia a causa della sua poesia[1].
- Viene nominata nella canzone "The Helm of Ned Kelly" del gruppo Blackbird Raum all'interno del loro terzo album, "Under the Starling Host".
- Viene nominata nella canzone folk irlandese e australiana "The Wild Colonial Boy", e anche nelle canzoni folk irlandesi "The Black Velvet Band", "Back Home in Derry" e "Van Diemen's Land".
- Viene spesso nominata nelle opere del gruppo Flogging Molly, per esempio nel brano "Every Dog Has Its Day".
- Nella canzone "If You Were Coming In The Fall" di Carla Bruni è presente un riferimento all'isola.
- "Van Diemen's Land" è il titolo di una canzone di Steve Binetti.

Poesia
- "If you were coming in the fall", di Emily Dickinson, fa riferimento alla Terra di Van Diemen.